# Ishirō Honda
Ishirō Honda (jap. 本多 猪四郎 Honda Ishirō; ur. 7 maja 1911 w wiosce Asahi (ob. część miasta Tsuruoka) w prefekturze Yamagata, zm. 28 lutego 1993 w Setagayi) – japoński reżyser, scenarzysta i aktor filmowy, twórca m.in. Godzilli.
Po zakończeniu nauki w Akademii Sztuk Pięknych w 1933 roku Honda rozpoczął pracę dla wytwórni PCL, która niedługo potem przekształciła się w wytwórnię Tōhō. Wtedy to rozpoczął (na planie filmów Sobowtór i Ran) trwającą do jego śmierci współpracę z Akirą Kurosawą. 
Po wojnie został umieszczony w obozie jenieckim i zatrudniony przy uprzątaniu gruzów Tokio. Obraz zniszczenia skłonił go do realizacji „Godzilli”. 
Jego pierwsze samodzielne filmy okazały się sukcesami. Największy odniósł film Godzilla: Król potworów z 1954 roku. Po sukcesie Godzilli zaczął realizować swoje filmy w tematach sci-fi, przez lata był uważany za mistrza w tej dziedzinie kina.
W 1970 roku Honda wycofał się z branży, a schedę po nim przejął Jun Fukuda. Powrócił na krótko do pracy, kręcąc swój ostatni film Powrót Mechagodzilli w 1975 roku.